# Жена шпиона
«Жена шпиона» (яп. スパイの妻 Supai no tsuma) — художественный фильм режиссёра Киёси Куросавы.
Фильм участвовал в конкурсной программе 77-м Венецианского кинофестиваля и был удостоен «Серебряного льва».

## Сюжет
Действие фильма происходит во время Второй мировой войны. Сатоко, жена торговца Юсаку Фукухара, начинает подозревать мужа в шпионаже в пользу США, после того как он вернулся из деловой поездки в Маньчжурию.

## В ролях
- Ю Аой — Сатоко Фукухара
- Иссэй Такахаси — Юсаку Фукухара
- Масахиро Хигасидэ — Тайдзи Цумори
- Рёта Бандо — Фумио Такэсита
- Юри Цунэмацу — Комако
- Миносукэ — Канэмура
- Хюнри — Хироко Кусакабэ
- Такаси Сасано — Доктор Нодзаки

## Релиз
6 июня 2020 года фильм был показан в Японии телерадиокомпанией NHK.
Мировая премьера фильма состоялась 8 сентября 2020 года на 77-м Венецианском международном кинофестивале.